# Église Saint-Rigomer-et-Sainte-Ténestine de Vauhallan
L'église Saint-Rigomer-et-Sainte-Ténestine de Vauhallan est une église paroissiale catholique, dédiée à saint Rigomer et sainte Ténestine, située dans la commune française de Vauhallan, dans le département de l'Essonne en région Île-de-France.

## Historique
La crypte est datée du VIe siècle. Une chapelle est érigée à cette époque.
L'église actuelle est bâtie au XIIIe siècle.
L'édifice est agrandi au XVIIe siècle et XVIIIe siècle.
Depuis un arrêté du 19 octobre 1927, l'église est inscrite au titre des monuments historiques.
Sur place, plusieurs panneaux d'information ont été placés par la municipalité.

## Description

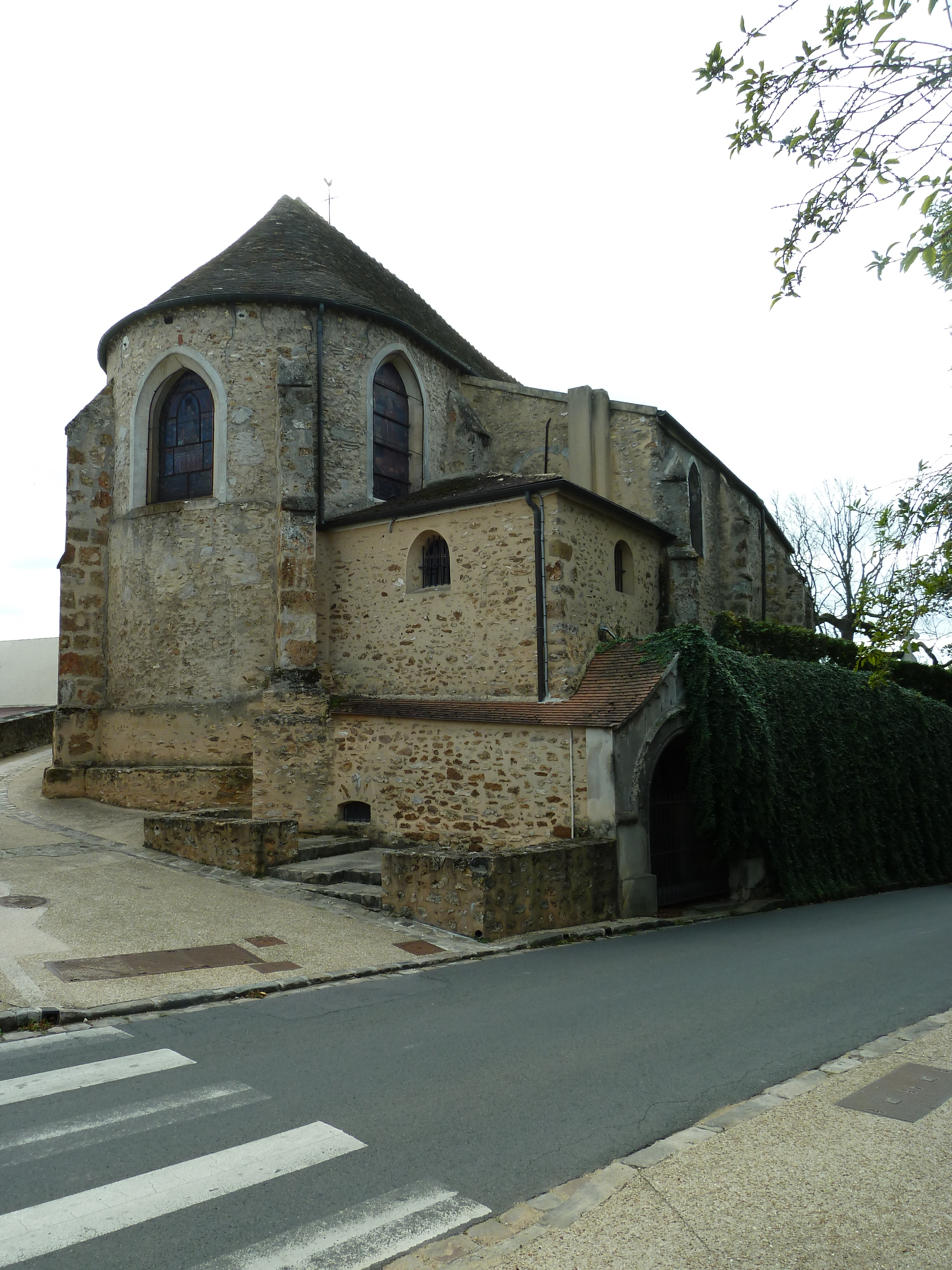
Chevet
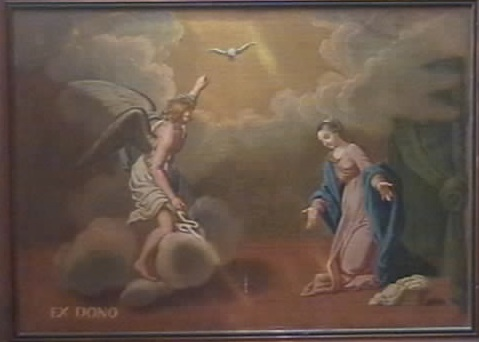
Annonciation, peinte par Claude Charles, XVIIIe siècle
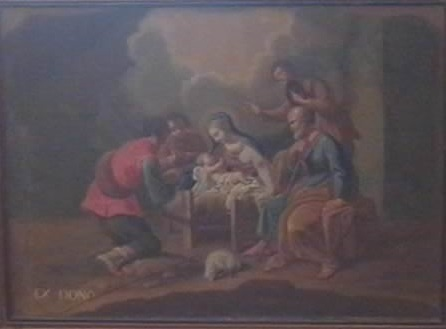
Adoration des bergers, peinte par Claude Charles, XVIIIe siècle

## Pour approfondir